# حیات وحش گینه استوایی

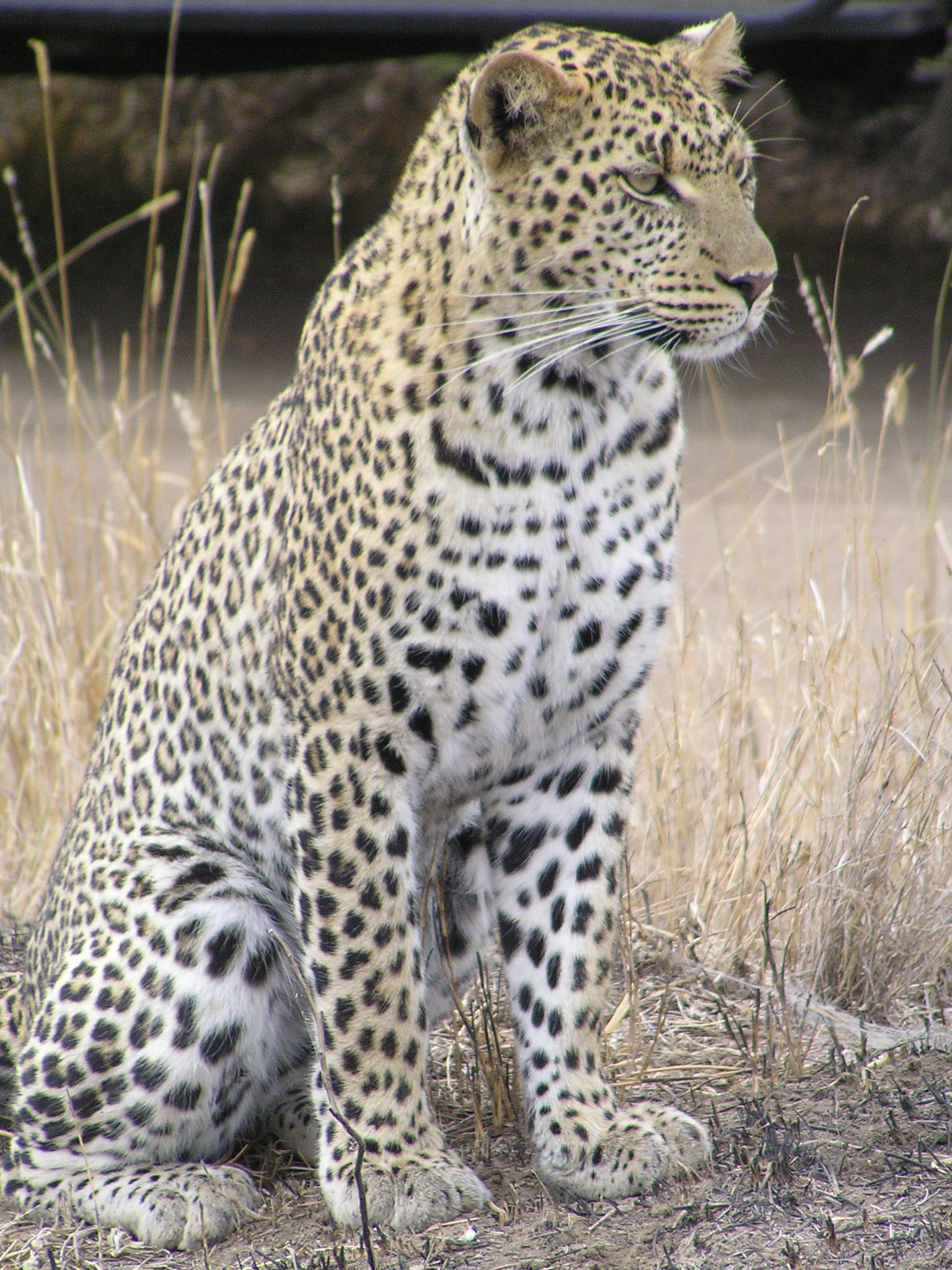
پلنگ

حیات وحش گینه استوایی متشکل از گیاگان و زیاگان این کشور است. حدود ۳٬۲۵۰ گونه گیاهی در این کشور وجود دارد. آفریقا تنوع جانوری بالایی دارد. حداقل ۱۹۴ گونه پستاندار، ۴۱۸ گونه پرنده و ۹۱ گونه خزنده در گینه استوایی وجود دارند.

## زیاگان
پستانداران در سرتاسر گینه استوایی یافت می‌شوند. در این کشور گوریل، پلنگ، شامپانزه، جمعیت کوچکی از فیل آفریقایی، اسب آبی، گاومیش آفریقایی، پایتون، میمون‌های گوناگون و دیگر حیوانات وجود دارند.